# Сепаратор

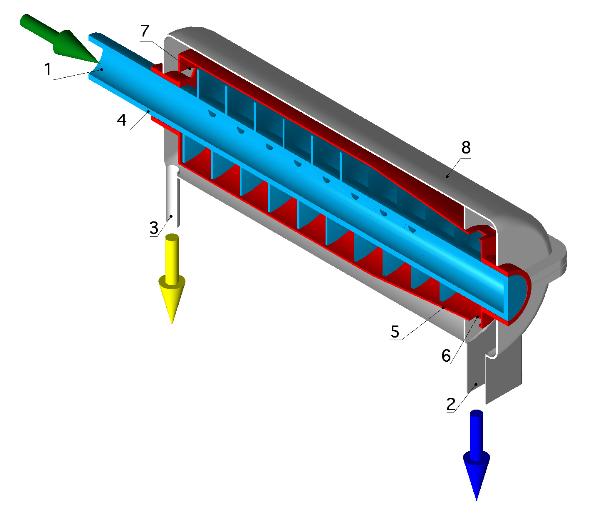
Сепаратор. Схема будови

Сепара́тор — апарат, призначений для розділення певного продукту на фракції з різними фізичними або хімічними характеристиками — за густиною, магнітними, електричними або іншими властивостями. Відцентровий сепаратор був винайдений шведським ученим Густавом де Лавалем, патент на винахід якого було отримано 1878 року.

## Області використання
Сепаратори різних видів використовують безліч різноманітних способів сепарації, заснованих на різниці в якісних характеристиках компонентів у суміші: у розмірах твердих частинок, у їх масах, у формі, щільності, коефіцієнтах тертя, міцності, пружності, змочуваності поверхні, магнітної сприйнятливості, електропровідності, радіоактивності та інших.
Використовуються:
- У харчовій промисловості — переважно для розділення вершків і молока, для виготовлення сметани і т. д.
- У збагаченні корисних копалин  та хімічній промисловості — для відокремлення одна від одної фракцій за їх якісними характеритисками — густиною, магнітними, електричними, радіометричними властивостями тощо.
- у газовидобуванні — апарат для очищення природного газу.
- у нафтовидобуванні — апарат для видалення з нафти розчиненого природного газу.
- у сільському господарстві — для очищення та калібрування зерна.
- у теплотехніці — для розділення теплоносія (газу або рідини) на температурні фракції.

## Сепарація твердих речовин
На збагачувальних фабриках
С. є основним апаратом у процесах радіометричного сортування, гравітаційного, магнітного та електричного збагачення. Принцип дії С. різних типів ураховує відмінності фізичних властивостей компонентів суміші:форми, маси, густини
частинок, коефіцієнта тертя, магнітних властивостей тощо під
дією відповідного силового поля (магнітного, електричного,
гравітаційного тощо). Найпоширенішими є магнітні С. для відокремлення магнітних мінералів від немагнітної породи тощо.
Для розділення механічних сумішей за електричними
властивостями використовують електричні С. За способом
заряджання частинок та силовим полем розрізняють С.: елек-
тростатичні (електризація частинок проходить шляхом
зіштовхування із зарядженими електродами), діелектричні
(використовується різниця у величині діелектричної про-
никності), трибоелектричні (частинки заряджуються тертям),
піроелектричні (частинки деяких речовин електризуються при нагріванні), коронні (використовується електричне поле
коронного розряду). Для розділення рудноїмаси на складові компоненти за кольором, блиском,
прозорістю або відбиваючою здатністю мінералів застосовують фотометричні С., для виділення
мінералів, люмінесціюючих під дією рентгенівських променів –
рентгенолюмінесцентні С. Для
розділення матеріалів за радіоактивністю застосовують радіометричні С.

## Сепарація рідин та газів
У процесі рідинної екстракції в С.
(екстракторах) проходить розділення емульгованого екстраґента від водної фази. Для розділення емульсій та прояснення
рідин застосовуються С. відцентрового типу. 
На газових промислах С. застосовуються для очищення продукції газових та газоконденсатних свердловин від вологи, твердих частинок та інших домішок, на нафтових промислах – для відділення нафтового газу
від нафти. Для механічного очищення газів та виділення з них твердих або рідких частинок – газові С., циклони та скрубери.
Нафтогазові сепаратори умовно поділяють на такі
категорії: 
- 1) за призначенням – вимірювально-сепарувальні і сепарувальні;
- 2) за геометричною формою і розміщенням у просторі – циліндричні, сферичні, вертикальні, горизонтальні й похилі;
- 3) за типом обслуговуваних свердловин – фонтанні, компресорні й насосні;
- 4) за характером проявлення основних сил – гравітаційні, інерційні (жалюзійні) і відцентрові (гідроциклонні);
- 5) за робочим тиском – високого (6,4 МПа), середнього (2,5 МПа), низького (0,6 МПа) тиску й вакуумні;
- 6) за кількістю обслуговуваних свердловин – індивідуальні і групові;
- 7) за кількістю ступенів сепарації – першого, другого, третього тощо;
- 8) за розділенням фаз – двофазні (нафта + газ), трифазні (нафта + газ + вода).

## Інші галузі використання
Тваринництво
Пресо-шнековий сепаратор використовується у тваринництві для поділу гною. Нерозділений гній забруднює довкілля, бродить, виділяє метан, незручний у зберіганні та при транспортуванні. Для безпечного використання нерозділеного гною як органічного добрива він повинен відстоюватися понад 12 місяців. Після поділу гною на фракції (тверду та рідку) допускається внесення у ґрунт через 6 місяців. У процесі зберігання не відбувається процес бродіння та не виділяються шкідливі речовини. Транспортування фракцій полегшено: тверда фракція транспортується в причепі, рідка фракція перекачується трубами.
Молочна промисловість
При виробництві вершків, знежиреного молока та інших молочних продуктів постає проблема поділу білків, жирів та рідких компонентів молока, для чого використовується харчові сепаратори. Використовуються для відділення вершків від молока, сиру від сироватки та ін.
Медицина
При виготовленні фармакологічних препаратів застосовують різноманітні апарати для очищення від побічних продуктів виробництва. Також сепарація використовується для поділу біологічного матеріалу (крові, лімфи та ін) на різні фракції.
Морський транспорт
На суднах використовують сепаратори для таких цілей:
- Сепаратори палива – для очищення палива перед подачею його у двигун від води та інших непотрібних домішок;
- Сепаратори олії - для очищення олії в системах мастила двигунів від металевих частинок, що потрапляють у олію при циркуляції його в двигунах;
- Сепаратор лляних вод - для видалення нафти з лляльних вод перед відкочуванням їх за борт.